# III. Szadet Giráj krími kán
III. Szadet Giráj (krími tatár: III Saadet Geray, ٣سعادت كراى), (1645 – 1695) krími tatár kán.

## Élete
Szadet I. Szelamet Giráj kán unokája volt. Murád Giráj kán idején a núreddin címet viselte (1678—1683). 1691-ben a trónról lemondott I. Szelim javaslatára a szultán Szadetet tette meg a Krím kánjának. Közvetlenül kinevezése után, még Isztambulban megkapta a parancsot, hogy gyűjtse össze a seregeit és siessen az osztrákokkal harcoló török sereg segítségére. Útban a Krím felé a Duna alsó folyásánál mozgósította az ottani nogáj tatárokat is, ám szigorú, a helyi vezetőket hibáztató módszerével nem segítette elő a seregállítás előrehaladását. A krími tatárok sem szívesen hagyták ott szülőföldjüket az állandó orosz fenyegetés és kozák portyázások miatt. Szadet a tiltakozó kalgát is leváltotta. A sáskajárás által sújtotta Havasalföldön szigorúan megbüntette azokat akik a helyi lakosságot fosztogatták. A vonakodva összegyűlt tatár sereg lassan haladt és lekéste a találkozót az oszmánok csapataival. A szultán emiatt megfosztotta Szadetet káni címétől és Rodoszra küldte száműzetésbe. Szadet Giráj Rodoszon halt meg négy évvel később, 1695-ben.

## Fordítás
Ez a szócikk részben vagy egészben  a(z)   Саадет III Герай című orosz Wikipédia-szócikk ezen változatának fordításán alapul.  Az eredeti cikk szerkesztőit annak laptörténete sorolja fel. Ez a jelzés csupán a megfogalmazás eredetét és a szerzői jogokat jelzi, nem szolgál a cikkben szereplő információk forrásmegjelöléseként.
| Előző uralkodó: I. Szelim Giráj | Krími kán 1691 | Következő uralkodó: Szafa Giráj |